# 屈服
降伏强度，英文 (Yield Strength)，即降伏應力、彈性限度，或稱强韧度，在機械與材料科學的定義中，降伏點是應力-應變曲線上的一個點，該點表示彈性行為的極限和塑性行為的開始。在降伏點以下，材料將彈性變形，其應力應變比值固定呈一條直線，並在去除應用的應力後恢復到其原始形狀。一旦超過降伏點，一部分變形將是永久的和不可逆的，被稱為塑性變形，有延展性的材料受力在降伏點以上時，應力應變比值不再固定，再稍微增加受力後就會產生破斷的應力值(即極限應力, Ultimate stress)。
降伏強度或降伏應力是一種材料性質，是對應於材料開始塑性變形的降伏點的應力，在機械結構的設計、製造上是相當重要的指標。在設計上來說，降伏強度被當作是機械組件受力的極限負載，用來判斷結構的破壞與否，因為它代表了可以施加而不產生永久變形的應力上限。降伏是一種漸進的失效模式，通常不會像極限失效那樣災難性。在製造上，降伏強度可用來作為工件成形的控制，像是鍛造、滾軋、抽拉和擠製等成形。
在固體力學中，可以用三維主應力({\displaystyle \sigma _{1},\sigma _{2},\sigma _{3}})來指定降伏點，並使用降伏面或降伏準則。針對不同的材料有各種降伏準則定義，延展性材料如鋁，非線性行為是漸進開始的，並且沒有精確的降伏點。在這種情況下，偏移降伏點被定義為發生0.2％塑性變形的應力。